# Görömböly
Görömböly egykori község Miskolc határában, amely 1950-ben veszítette el önállóságát, amikor a megyeszékhelyhez csatolták. Mai neve Miskolc-Görömböly. Egykor Görömbölyhöz tartozott Miskolctapolca is.
Nevét oklevél először 1358-ban említette, mint egy nyéki földterület szomszédosa. 1393-ban Jolsvai Leusták nádor és Kaplai János országbíró itt adott ki oklevelet. 1709-ben, a pestisjárvány után több család áttelepült Miskolcra illetve Mindszentre.
A görömbölyi görögkatolikus egyházközséghez tartozott annak filiájaként 1749-től Miskolc, Diósgyőr, Kisgyőr, Hejőcsaba, Mályi és Szirma, mivel csak itt volt templomuk. Az 1810. évi apátsági összeírás feljegyzi, hogy Görömböly jobbágyai a ruszin és magyar nyelvet beszélik.
1849. július 24-én a Görömböly és Mályi között elterülő fennsíkon csaptak össze Pöltenberg Ernő magyar és Cseodajev orosz tábornok hadosztályai.
Valamikor híres volt boráról, a filoxéra-járvány kitörése előtt 1048 kh szőlőültetvénye volt; ma is sokan termelnek szőlőt és sok görömbölyinek található itt pincéje az Ág-hegyen és Debriben. A városrész megőrizte falusias jellegét.
A településrészt a 4-es busz köti össze a belvárosi Búza térrel.

## Látnivalók
- A helyi ruszin kisebbségi önkormányzat állíttatta II. Rákóczi Ferenc fejedelem bronz mellszobrát, amelynél minden évben hagyományőrző ünnepséget rendeznek.
- Klasszicista stílusban épült görögkatolikus templom ikonosztázzal.
- A templomdombon a római katolikus templom és udvarán az újjáépített harangláb.
- Gyurgyalag-fészkelőhely és bányató környékén.
- Görömbölyi pincesor, az azon található pincekápolna és a 2012-ben átadott Ruszin pince emlékhely. A görömbölyi pincesor Miskolc második legjelentősebb pincesora, ahol több mint 500, ma is működő borpince található.

## Görömböly híres szülöttei
- Demkó Kálmán (1852–1918) gimnáziumi igazgató, történetíró
- Jónás Anna (1926–1993) agrárközgazdász, egyetemi tanár
- Sz. Jónás Ilona (1929–2017) középkortörténész professzor, egyetemi tanszékvezető

## Képek

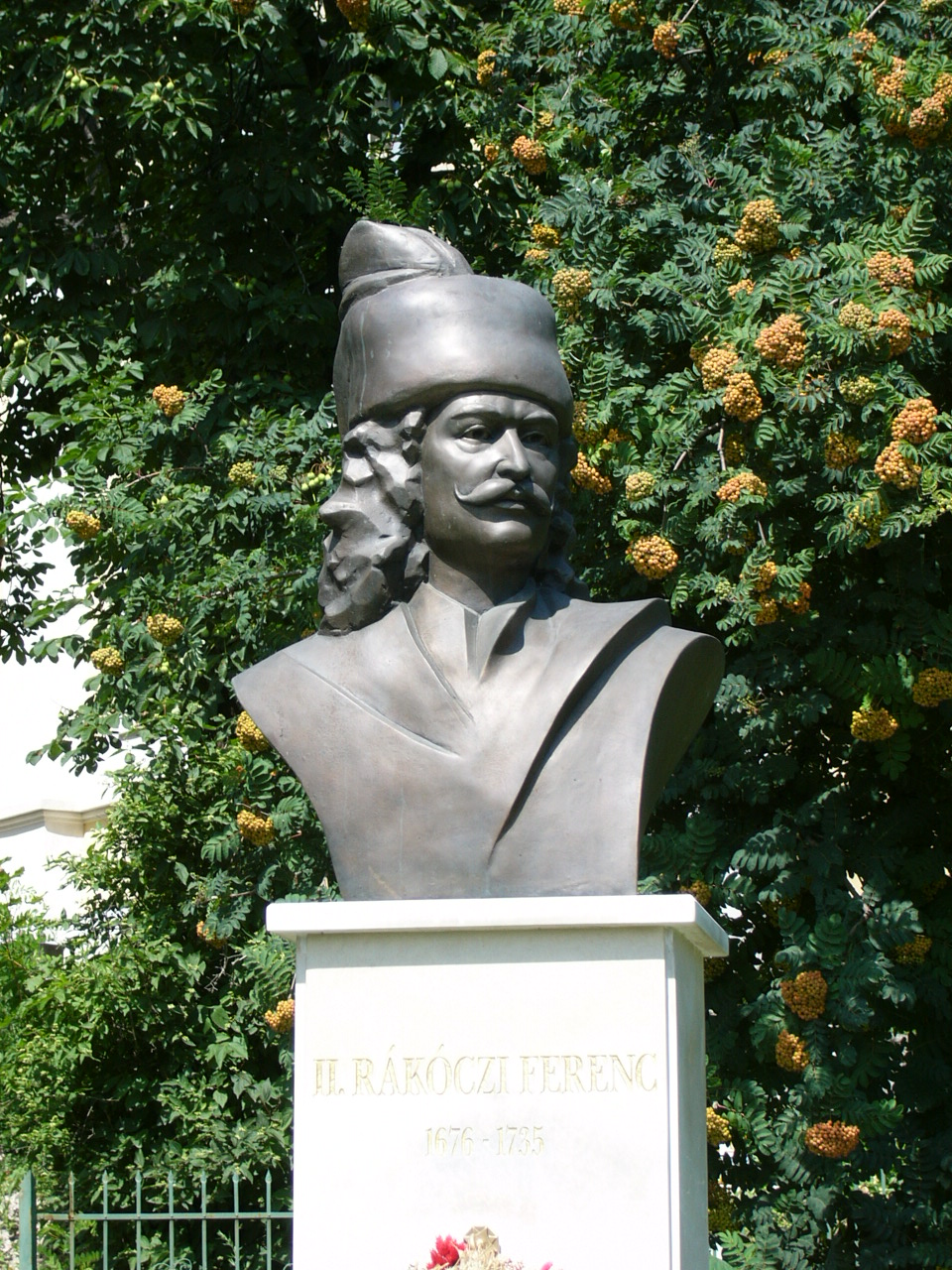
II. Rákóczi Ferenc szobra
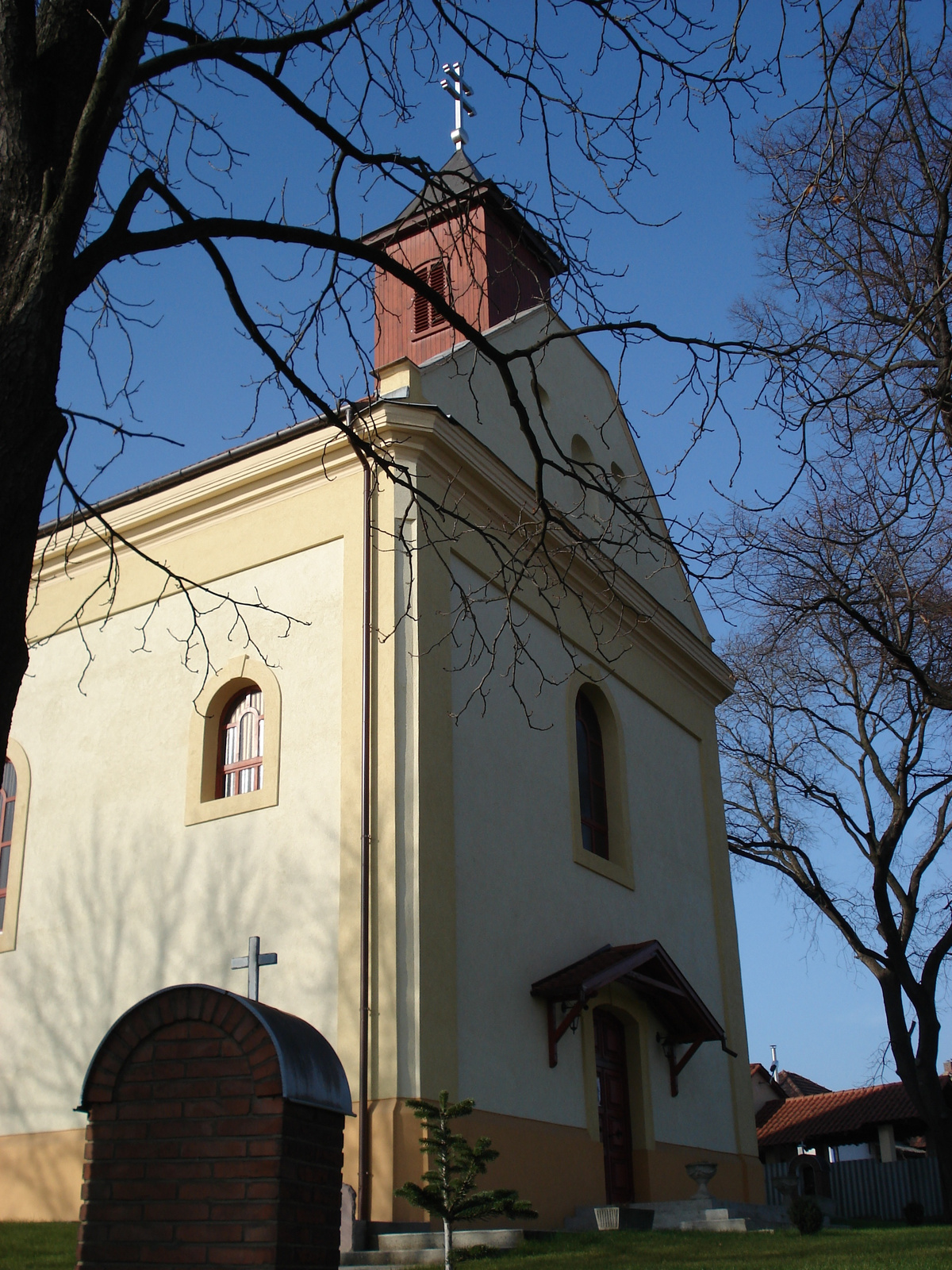
Római katolikus templom
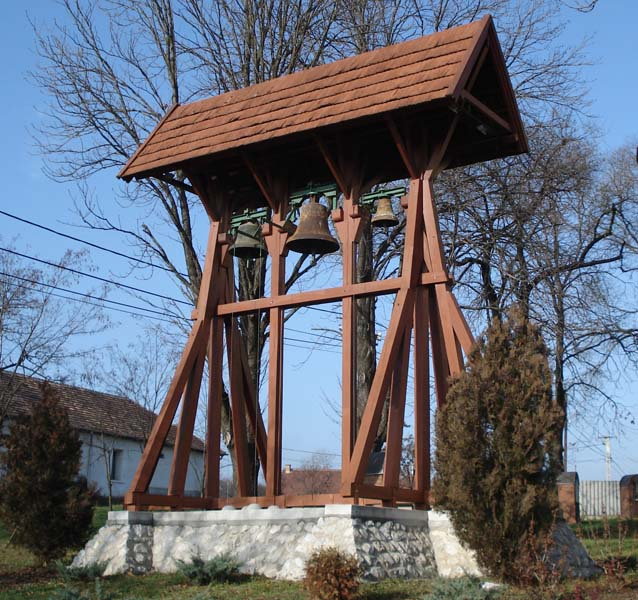
Harangláb a római katolikus templom mellett
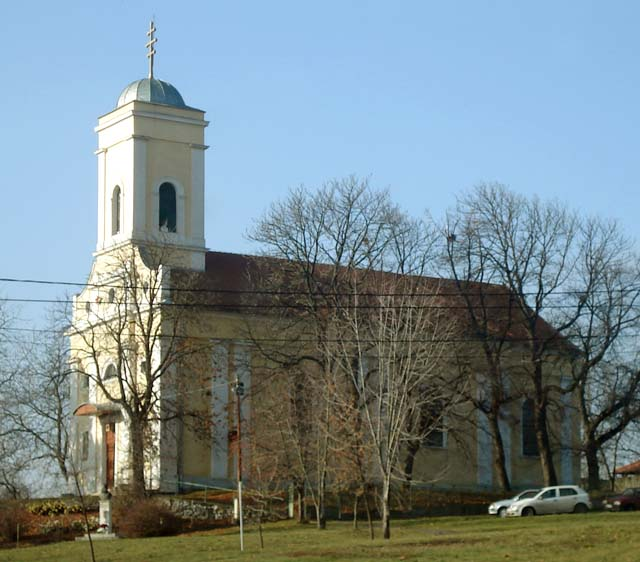
Görögkatolikus templom
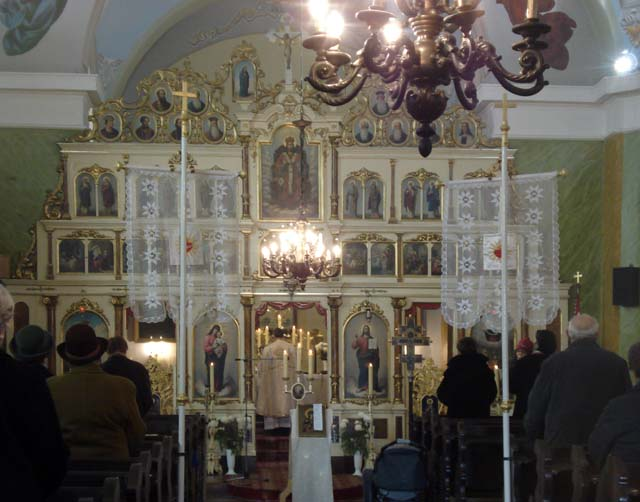
A görögkatolikus templom belső képe